# پلیسرویل (کلرادو)
پلیسرویل (به انگلیسی: Placerville) یک منطقهٔ مسکونی در ایالات متحده آمریکا است که در شهرستان سن میگل، کلرادو واقع شده‌است. پلیسرویل ۲٬۲۳۰ متر بالاتر از سطح دریا واقع شده‌است.